# Болница Мале куће у Паризу
Болница Мале куће у Паризу је бивша болница основана 1557. године у Паризу као азил за умоболне, или болница за психијатрисјке геријатријске болеснике.

## Назив
Име овог азила Мале куће потиче од малих ниских кућа (или конака) које су окруживале дворишта установе, попут милосрдне установе  за умоболне и сиромашне становнике Париза у којима се већина њих и хранила. У њима су биле собе које су служила као коначиште за више од 400 особа.

## Положај
Болница се налазила између улице du Bac, на западу, улице de Sèvres, на југу, и улице de la Chaise на истоку. Њен главни улаз налазио се у улици de la Chaise.

## Историја
Зачета у знаку хришћанства на простору западног дела бивше римске царевине, хришћанска црква са седиштем у Риму, изложила је свом духовном утицају целокупан западноевропски свет, дајући новоизграђеној култури пуно хришћанско обележје. На друштвени живот средњег века хришћанска црква све више утицала својим догмама, која су се значајно испољила и у монашкој медицини, која је без обира на све негативне утицаје била једини трачак светлости у овом раздобљу. Развој „монашке (самостанске) медицине“, у којој се посебно истичу Свети Бенедикт (480–543), у Монте Касину (Monte Cassinou) и Касиодор Сенатор (Магно Флавије Аурелије Касиодор, између 485 и 487 — 565) дало је значајан подстицај монахсима да изучавају медицину и оснивају прве хоспиције, болнице.
У склопу наведених промена прво је настао лепрозоријум у Паризу, који је  основан 1497. године на периферији Париза, да би  1557.  године он био трансформисан у болницу за умоболне, инвалиде и гаријатријске случајеве (неку врсту претече психијатријским болницама)

Према Краљевском алманаху:
Болница Мале куће има следеће задатке: први, да брине о четири стотине старих људи који су тамо примљени и живе; друго, да их кади; треће, да лечи пацијенте од венеричне болести, који су тамо смештени; четврти, да брине о зараженим лишајевима, који су тамо излечени. Администратори се састају непразничним четвртком, у осам сати ујутру; а у случају фестивала дан пре или следећи дан, у исто време.

Ова болница је присутна на картама Париза из 1760. и 1771. године, и налазила се у улици rue de Sèvres источно од болнице за неизлечиве, у  данашњем 7. арондисману.
Мале куће су преименоване у болницу  l'hospice des Petits Ménages на основу прописа префектуре од 10. октобра 1801. године, када је генерални савет цивилних болница и хоспиција Париза преузео контролу над њеним оснивањем. Те гоодине претворена е у дом за пензионере им била је намењена искључиво старим паровима, као и удовицама и удовцима способним да плате смештај скромном  пензијом. Корисници који су самостални и способни да задовоље своје дневне потребе смештају се у засебне собе, док су остали боравили у великим спаваоницама .  
Болница је 1863. године пребачена у Issy-les-Moulineaux  у објекат који је од 1860. до 1862. године саградио Marcellin Véra.

## Галерија
- Болнице из разних историјских периода
- Зграда болнице се појављује на такозваном плану „Таписерија“ (1540), доле десно. Факсимил копије коју је направио Гаигниерес 1690. године.
- Гравура са планом болнице, око 1785.
- План болнице пре његовог рушења и његова локација у односу на садашње улице.